# Lutherstadt Wittenberg
Lutherstadt Wittenberg (dansk: Lutherby Wittenberg) er en by ved Elben i den tyske delstat Sachsen-Anhalt med ca. 54.000 indbyggere. Byen er mest kendt på grund af Martin Luther, der i 1517 offentliggjorde sine 95 teser på døren til Slotskirken, hvilket blev indledningen til reformationen.
Byen omtales første gang 1180 og var fra 1260 til 1423 residens for hertuger og kurfyrster af Sachsen-Wittenberg.
I 1547 afsluttede Wittenberger-kapitulationen den Schmalkaldiske Krig.
Oprindeligt hed byen Wittenberg, men tilføjede i 1938 Lutherstadt i lighed med Lutherstadt Eisleben (Luthers fødeby) og Mansfeld-Lutherstadt (byen, som Luther voksede op i).

## Geografi

### Klima
| Vejr for Lutherstadt Wittenberg                      | Vejr for Lutherstadt Wittenberg | Vejr for Lutherstadt Wittenberg | Vejr for Lutherstadt Wittenberg | Vejr for Lutherstadt Wittenberg | Vejr for Lutherstadt Wittenberg | Vejr for Lutherstadt Wittenberg | Vejr for Lutherstadt Wittenberg | Vejr for Lutherstadt Wittenberg | Vejr for Lutherstadt Wittenberg | Vejr for Lutherstadt Wittenberg | Vejr for Lutherstadt Wittenberg | Vejr for Lutherstadt Wittenberg | Vejr for Lutherstadt Wittenberg |
|                                                      | Jan                             | Feb                             | Mar                             | Apr                             | Maj                             | Jun                             | Jul                             | Aug                             | Sep                             | Okt                             | Nov                             | Dec                             | År                              |
| ---------------------------------------------------- | ------------------------------- | ------------------------------- | ------------------------------- | ------------------------------- | ------------------------------- | ------------------------------- | ------------------------------- | ------------------------------- | ------------------------------- | ------------------------------- | ------------------------------- | ------------------------------- | ------------------------------- |
| Gennemsnitlig maks °C                                | 2,9                             | 4,4                             | 8,9                             | 14,4                            | 19,7                            | 22,4                            | 24,9                            | 24,5                            | 19,8                            | 14                              | 7,6                             | 3,9                             | 13,9                            |
| Gennemsnitlig °C                                     | 0,3                             | 1,3                             | 4,9                             | 9,3                             | 14,2                            | 17                              | 19,4                            | 19                              | 14,9                            | 10                              | 4,8                             | 1,5                             | 9,7                             |
| Gennemsnitlig min °C                                 | −2,3                            | −1,9                            | 0,9                             | 4,1                             | 8,6                             | 11,6                            | 13,9                            | 13,4                            | 10                              | 6                               | 2                               | −0,9                            | 5,4                             |
| Gennemsnitlig nedbør mm                              | 48,4                            | 34,1                            | 40,4                            | 36,1                            | 48,9                            | 59,1                            | 66,8                            | 57,8                            | 46,1                            | 38,2                            | 46,9                            | 50,3                            | 573,1                           |
| Kilde: Weather and climate in Lutherstadt Wittenberg |                                 |                                 |                                 |                                 |                                 |                                 |                                 |                                 |                                 |                                 |                                 |                                 |                                 |

## Galleri
- Wittenberg 1536
- Slotskirkens dør, hvor Luther slog sine 95 teser op